# Øster Aslund
Øster Aslund er en gammel gård, som i middelalderen var ejet af Kronen. Gården ligger i Øster Hassing Sogn, Kær Herred, Ålborg Amt, Hals Kommune. Hovedbygningen er opført i tiden fra 1898-1906.
Omkring år 1900 var der i en 10-årig periode teglværk på Øster Aslund; lergrav og fabrik lå ca. en km nord for gården.
Øster Aslund Gods er på 595,1 hektar med Øster Nejsig, Øster Langtved og Kærvang (de 3 gårde blev købt til i 2007).

## Ejere af Øster Aslund
- (1500-1552) Kronen
- (1552-1610) Helligårdshuset I Aalborg
- (1610-1664) Bertel Kjærulf
- (1664-1674) Ida Hansdatter Lindenov gift Beck
- (1674-1719) Kirstine Steensdatter Beck gift Rodsteen
- (1719-1730) Else Elisabeth Frederiksdatter Rodsteen
- (1730-1733) Kirstine Birgitte Jørgensdatter Bille gift Holck
- (1733-1776) Schack Vittinghof greve Holck
- (1776-1785) Burhard Georg Vittinghof greve Holck
- (1785-1788) Mariane Dorothea Trappaud gift (1) Holck (2) von der Lühe
- (1788-1795) Carl Christian von der Lühe
- (1795-1800) Mariane Dorothea Trappaud gift (1) Holck (2) von der Lühe
- (1800-1845) Jens Larsen
- (1845-1872) Lars Jensen (søn)
- (1872-1892) Maren Larsdatter gift Jensen
- (1892) Johanne Kristine Laura Larsen gift Roesdahl (datter)
- (1892-1922) Søren Sørensen Roesdahl (svigersøn)
- (1922-1930) Johanne Kristine Laura Larsen gift Roesdahl
- (1930-1964) Edle Roesdahl (datter)
- (1964-1980) Per Houman-Hansen
- (1980-1990) Jens Rokkjær
- (1990-2000) Jens Rokkjær / Hans Peter Rokkjær (søn)
- (2000-) Hans Peter Rokkjær